# Cochemiea albicans
Cochemiea albicans ist eine Pflanzenart aus der Gattung Cochemiea in der Familie der Kakteengewächse (Cactaceae). Das Artepitheton albicans bedeutet ‚weißlich‘.

## Beschreibung
Cochemiea albicans wächst basal verzweigend und gruppenbildend. Die von Dornen fast vollständig bedeckten zylindrischen, blass-grünen Pflanzenkörper werden dabei bis zu 20 Zentimeter hoch und 6 Zentimeter im Durchmesser groß. Die Warzen sind breit konisch und haben keinen Milchsaft. Die Areolen sind mit dichter Wolle und nur wenigen Borsten besetzt. Die 4 bis 8 Mitteldornen sind gerade (manchmal ist einer gehakt). Sie sind 0,8 bis 1 Zentimeter lang, weiß mit brauner Spitze. Die 14 bis 21 weißen Randdornen sind 0,5 bis 0,8 Zentimeter lang.
Die trichterig breiten, etwa 2 Zentimeter im Durchmesser großen Blüten sind weiß bis hellrosa mit rosa Mittelstreifen. Die 10 bis 12 Millimeter langen Griffel haben rosa Narbenlappen, die Staubblätter sind rosa mit dottergelben Staubbeuteln. Die Früchte sind schlank keulenförmig, orange bis rot gefärbt und 10 bis 18 Millimeter lang. Die Samen sind schwarz und ballonförmig.

## Verbreitung, Systematik und Gefährdung
Cochemiea albicans ist in den mexikanischen Bundesstaaten Baja California und Baja California Sur wie auch auf vorgelagerten Inseln auf kalkhaltigen Böden in Höhen bis zu 200 Metern verbreitet.
Die Erstbeschreibung als Neomammillaria albicans erfolgte 1923 durch Nathaniel Lord Britton und Joseph Nelson Rose. Peter B. Breslin und Lucas C. Majure stellten die Art 2021 in die Gattung Cochemiea. Weitere nomenklatorische Synonyme sind Chilita albicans (Britton & Rose) Orcutt (1926), Mammillaria albicans (Britton & Rose) A.Berger (1929) und Bartschella albicans (Britton & Rose) Doweld (2000).
In der Roten Liste gefährdeter Arten der IUCN wird die Art als „Least Concern (LC)“, d. h. als nicht gefährdet geführt.

## Nachweise